# Wing Commander (serial animowany)
Wing Commander (ang. Wing Commander Academy, 1996) – amerykański serial animowany, wyprodukowany przez Universal Cartoon Studios współpracy z Larrym Lathamem. W Polsce animacja była emitowana od 1999 roku przez RTL7.

## Opis fabuły
Serial opowiada o opowiada o wojnie pomiędzy siłami Konfederacji a Kilrathi. Bohaterowie latając statkami kosmicznymi ratują inne planety przed skutkami wojny.

## Wersja oryginalna
- Mark Hamill – Christopher 'Maverick' Blair
- Thomas F. Wilson – Todd 'Maniac' Marshall
- Malcolm McDowell – Komandor Geoffrey Tolwyn
- Dana Delany – Gwen 'Archer' Bowman
- Lauri Hendler – 
  - Lindsay 'Payback' Price,
  - Maya McEaddens
- Kevin Schon – 
  - Blizzard,
  - Thrakath
- Michael Dorn – Król wojownik

## Spis odcinków
| N/o            | Polski tytuł | Angielski tytuł              |
| -------------- | ------------ | ---------------------------- |
|                |              |                              |
| SERIA PIERWSZA |              |                              |
|                |              |                              |
| 01             |              | Red and Blue                 |
|                |              |                              |
| 02             |              | The Last One Left            |
|                |              |                              |
| 03             |              | The Most Delicate Instrument |
|                |              |                              |
| 04             |              | Word of Honor                |
|                |              |                              |
| 05             |              | Lords of the Sky             |
|                |              |                              |
| 06             |              | Chain of Command             |
|                |              |                              |
| 07             |              | Expendable                   |
|                |              |                              |
| 08             |              | Recreation                   |
|                |              |                              |
| 09             |              | Walking Wounded              |
|                |              |                              |
| 10             |              | On Both Your Houses          |
|                |              |                              |
| 11             |              | Invisible Enemy              |
|                |              |                              |
| 12             |              | Price of Victory             |
|                |              |                              |
| 13             |              | Glory of Sivar               |
|                |              |                              |